# Mañanas (álbum)
Mañanas (SPE 009) es el tercer disco de la banda argentina de hardcore melódico Shaila. Con Mañanas, Shaila se interiorizo como banda del género y obtuvo buenas críticas, las cuales se vieron reflejadas en sus ventas.

## Lista de canciones
1. La historia somnolientæ de América Latina - 3:19
2. Cuando no quieras sentir - 2:10
3. Mañanas - 3:10
4. Libertad - 2:25
5. Tratando de encontrarla - 2:16
6. La ignorancia es bendición - 4:24
7. Te vi (dos) - 3:11
8. Dios ha muerto - 2:12
9. Hoy - 2:11
10. Bajo el agua - 3:19
11. La ecuación - 2:19
12. De qué hablas? - 3:29
13. Martes - 2:12
14. Cansado y aburrido - 2:41

Letra en todos los temas Joaquín Guillén
Música en todos los temas Pablo Coniglio, excepto temas 4, 10 y 12 Pablo Coniglio y Joaquín Guillén
Todos los temas arreglados por Shaila

## Miembros
- Joaquín Guillén (Voz)
- Pablo Coniglio (Bajo y coros)
- Yasser Eid (Guitarra líder)
- Santiago Tortora (Guitarra base)
- GuidoX (Batería)

Participaciones:
- Marcos Silva (Hammond B4 en "Bajo el agua")

- Datos: Q5393199